# Глебово (деревня, Судиславский район)
Глебово — деревня в Судиславском районе Костромской области России, входит в состав Судиславского сельского поселения. Население — 241 чел. (2019).

## География
Расположена на западе Костромской области, в центральной части Судиславского района, в 6 км к северу от центра посёлка Судиславль и в 58 км к востоку от центра города Костромы.
Ближайшие населённые пункты — посёлок Глебово (общая граница), деревня Тёкотово, деревня Раково, станция Судиславль. Совместно с посёлком Глебово, деревней Тёкотово, деревней Раково и станцией Судиславль образует Глебовскую агломерацию с численностью населения 807 человек (2019).

## История
Согласно Спискам населенных мест Российской империи в 1872 году деревня относилась к 1 стану Костромского уезда Костромской губернии и находилась на торговом тракте в село Молвитино Буйского уезда (ныне Сусанино) из города Судиславль; по левую сторону этого тракта. В ней числилось 8 дворов, проживало 32 мужчины и 32 женщины.
Согласно переписи населения 1897 года в деревне проживало 153 человека (76 мужчин и 77 женщин).
Согласно Списку населенных мест Костромской губернии в 1907 году деревня относилась к Завражьинской волости Костромского уезда Костромской губернии. По сведениям волостного правления за 1907 год в ней числилось 29 крестьянских дворов и 170 жителей. Основным занятием жителей деревни, помимо земледелия, был шерстобитный промысел.
До муниципальной реформы 2010 года деревня входила в состав Глебовского сельского поселения Судиславского района.

## Население
| 2008 | 2010 | 2014 |
| ---- | ---- | ---- |
| 257  | ↘203 | ↗258 |

## Транспорт

### Автомобильный
Деревня связана с Судиславлем и Костромой ответвлением «Судиславль — Глебово» от автомобильной дороги федерального значения Р243 Кострома-Шарья-Киров-Пермь. На автодороге «Судиславль — Глебово» интенсивное грузовое движение: песок и щебень из песчано-гравийного карьера «Судиславский», продукция Судиславского завода сварочных материалов, бензовозы цеха № 6 по хранению и реализации нефтепродуктов АО «Роснефть-Ярославль», грузы с/на железнодорожную станцию Судиславль.

### Железнодорожный
См. также: Судиславль (станция)
В 1 км западнее деревни расположена железнодорожная станция Судиславль на линии Кострома — Галич. На станции останавливаются ежедневные поезда: пригородный «Кострома — Галич» и пассажирский «Москва — Владивосток».
| Номер | Маршрут                | Дни следования | Прибытие | Стоянка | Отправление |
| ----- | ---------------------- | -------------- | -------- | ------- | ----------- |
| 6319  | Галич — Кострома-Новая | еж             | 15.48    | 2 мин   | 15.50       |
| 6320  | Кострома-Новая — Галич | еж             | 09.19    | 2 мин   | 09.21       |
| 99    | Владивосток — Москва   | еж             | 02.54    | 2 мин   | 02.56       |
| 100   | Москва — Владивосток   | еж             | 08.22    | 2 мин   | 08.24       |

### Общественный
В деревне расположена остановка общественного транспорта "деревня Глебово". Автобусное сообщение связывает деревню Глебово с поселком Судиславль, селом Залужье и деревней Ошурки.
| Наименование маршрута | День недели | Время отправления | Время отправления |
| --------------------- | ----------- | ----------------- | ----------------- |
| Наименование маршрута | День недели | Туда              | Обратно           |
| Судиславль — Глебово  | будни       | 17.20             | 17.40             |
| Судиславль — Глебово  | суббота     | 7.05, 14.25       | 7.25, 14.40       |
| Судиславль — Ошурки   | будни       | 6.25, 13.40       | 7.05, 14.30       |

## Экономика

### Промышленность
- ООО "Руно" (производство валенков). Производство - ул. Фабричная, д. 27а, контора - ул. Фабричная, д. 22.
- Молочная ферма ЗАО "Судиславль" (у южной границы деревни).

### Связь
Услуги фиксированной (стационарной) телефонной связи предоставляет «Ростелеком». Телефонный код +7 49433.
Услуги сотовой связи предоставляют четыре оператора: «Билайн», «МегаФон», «МТС» и «Tele2».
В 500 м западнее деревни в посёлке Глебово расположено отделение почтовой связи (ОПС) «Тёкотово», почтовый индекс 157863.

## Здравоохранение
Глебовский фельдшерско-акушерский пункт (ФАП) в посёлке Глебово.

## Образование
Глебовская основная общеобразовательная школа (МОУ) и Глебовский детский сад «Рябинушка» (МДОУ) в посёлке Глебово.

## Культура
Глебовский сельский дом культуры в посёлке Глебово, вместимостью 1100 человек.
Глебовская сельская библиотека в посёлке Глебово.